# Thomas Hibberd
Thomas "Ted" Hibberd, född 22 april 1926 i Ottawa, död 10 maj 2017 på samma plats, var en kanadensisk ishockeyspelare.
Hibberd blev olympisk guldmedaljör i ishockey vid vinterspelen 1948 i Sankt Moritz.